# Kaukauna (Town)
Die Town of Kaukauna ist eine von 20 Towns im Outagamie County im US-amerikanischen Bundesstaat Wisconsin. Im Jahr 2010 hatte die Town of Kaukauna 1238 Einwohner.
Town hat in Wisconsin eine grundlegend andere Bedeutung, als im übrigen englischsprachigen Bereich. Vielmehr entspricht sie den in den anderen US-Bundesstaaten üblichen Townships, die nach dem County die nächstkleinere Verwaltungseinheit bilden.
Die Town of Kaukauna liegt in der Fox Cities genannten Metropolregion.

## Geografie
Die Town of Kaukauna liegt im Osten Wisconsins, im nordöstlichen Vorortbereich der Stadt Kaukauna. Die Town liegt am nördlichen Ufer des Fox River, der rund 30 km nordöstlich in die Green Bay des Michigansees mündet.
Die geografischen Koordinaten des Zentrums der Town of Kaukauna sind 44°20′59″ nördlicher Breite und 88°13′17″ westlicher Länge. Sie erstreckt sich über eine Fläche von 46,8 km². 
Die Town of Kaukauna liegt im Süden des Outagamie County und grenzt an folgende Nachbartowns und -kommunen:
|                                     | Town of Oneida                              | Town of Lawrence (Brown County)                           |
| Town of Freedom Town of Vandenbroek | Kompassrose, die auf Nachbargemeinden zeigt | Town of Wrightstown (Brown County) Village of Wrightstown |
| City of Kaukauna                    | Town of Buchanan                            | Town of Holland (Brown County)                            |

## Verkehr
Der entlang des Fox River verlaufende vierspurig ausgebaute U.S. Highway 41 verläuft in Nordost-Südwest-Richtung durch den Süden des Gebiets der Town of Kaukana. Parallel dazu verläuft der Wisconsin State Highway 96. Alle weiteren Straßen sind untergeordnete Landstraßen,  teils unbefestigte Fahrwege sowie innerörtliche Verbindungsstraßen.
Durch das Gebiet der Town of Kaukauna führt in Nordost-Südwest-Richtung für den Frachtverkehr eine Eisenbahnlinie der Canadian National Railway (CN).
Die nächsten Flughäfen sind der Outagamie County Regional Airport bei Appleton (rund 30 km westsüdwestlich) und der Austin Straubel International Airport in Green Bay (rund 20 km nordnordöstlich).

## Ortschaften in der Town of Kaukauna
Neben Streubesiedlung existieren in der Town of Kaukauna keine weiteren Siedlungen.

## Bevölkerung
Nach der Volkszählung im Jahr 2010 lebten in der Town of Kaukauna 1238 Menschen in 435 Haushalten. Die Bevölkerungsdichte betrug 26,5 Einwohner pro Quadratkilometer. In den 435 Haushalten lebten statistisch je 2,85 Personen. 
Ethnisch betrachtet setzte sich die Bevölkerung zusammen aus 98,1 Prozent Weißen, 0,7 Prozent Afroamerikanern, 0,2 Prozent amerikanischen Ureinwohnern, 0,2 Prozent Asiaten sowie 0,2 Prozent aus anderen ethnischen Gruppen; 0,4 Prozent stammten von zwei oder mehr Ethnien ab. Unabhängig von der ethnischen Zugehörigkeit waren 0,6 Prozent der Bevölkerung spanischer oder lateinamerikanischer Abstammung. 
26,7 Prozent der Bevölkerung waren unter 18 Jahre alt, 63,6 Prozent waren zwischen 18 und 64 und 9,7 Prozent waren 65 Jahre oder älter. 50,4 Prozent der Bevölkerung waren weiblich.
Das mittlere jährliche Einkommen eines Haushalts lag bei 83.333 USD. Das Pro-Kopf-Einkommen betrug 36.507 USD. 2,2 Prozent der Einwohner lebten unterhalb der Armutsgrenze.